# スクループ・エジャートン (初代ブリッジウォーター公爵)

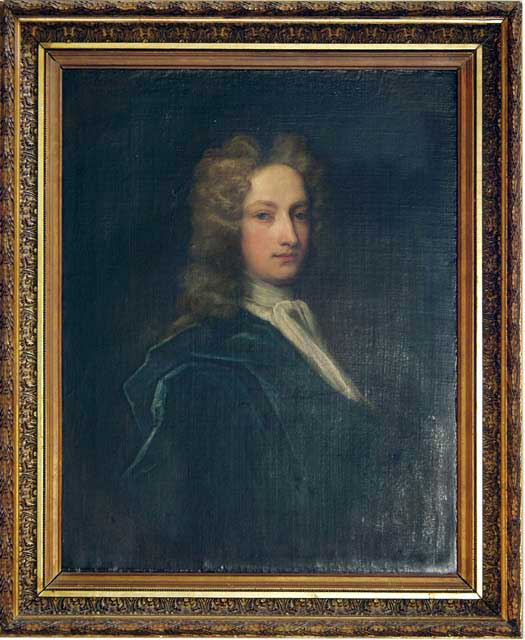
チャールズ・ジャーヴァスによる肖像画、1710年。

初代ブリッジウォーター公爵スクループ・エジャートン（英語: Scroop Egerton, 1st Duke of Bridgewater、1681年8月11日 – 1745年1月11日）は、グレートブリテン王国の貴族、廷臣、地主。エジャートン家出身の人物で、1687年から1701年までブラックリー子爵の儀礼称号を、1701年から1720年までブリッジウォーター伯爵の称号を使用した。

## 生涯
第3代ブリッジウォーター伯爵ジョン・エジャートンと2人目の妻ジェーン・ポーレット（1655年頃 – 1716年5月23日、初代ボルトン公爵チャールズ・ポーレットの娘）の息子として1681年8月11日に生まれ、14日に洗礼を受けた。1701年3月19日に父が死去すると、ブリッジウォーター伯爵の爵位を継承した。
1702年から1711年までと1714年から1728年までバッキンガムシャー統監を、1703年から1705年までジョージ・オブ・デンマークの寝室侍従を、1705年から1708年までジョージ・オブ・デンマークの主馬頭を、1714年から1717年まで王太子妃キャロライン・オブ・アーンズバックの宮内長官を、1719年から1727年までジョージ1世の寝室侍従を務めた。
1720年6月18日、ブラックリー侯爵とブリッジウォーター公爵に叙された。
議会ではブラックリー選挙区を掌握していた。
1745年1月11日に死去、息子ジョンが爵位を継承した。

## 家族

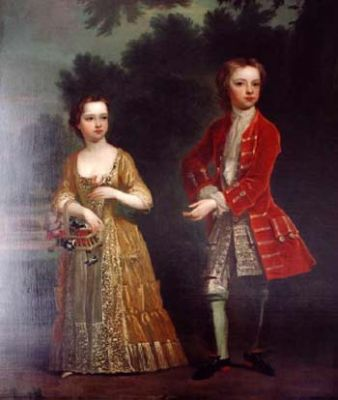
ジョン・エジャートンとアン・エジャートン、チャールズ・ジャーヴァス作、1716年。

1703年2月9日、エリザベス・チャーチル（Elizabeth Churchill、1714年3月22日没、初代マールバラ公爵ジョン・チャーチルの娘）と結婚、下記の子女を儲けた。
- ジョン（1704年2月3日 – 1719年1月30日） - イートン・カレッジ在学中に没
- アン（英語版）（1705年頃 – 1762年） - 第3代ベッドフォード公爵ライオセスリー・ラッセルと結婚、後に第3代ジャージー伯爵ウィリアム・ヴィリアーズと再婚

1722年8月4日、レイチェル・ラッセル（Rachel Russell、1777年5月22日没、第2代ベッドフォード公爵ライオセスリー・ラッセルの娘）と再婚、下記の子女を儲けた。
- ルイーサ（1723年4月30日 – 1761年3月14日） - 1748年、グランヴィル・ルーソン＝ゴア（後の初代スタッフォード侯爵）と結婚、子供あり
- キャロライン（1724年5月21日 – ?）
- チャールズ（1725年7月27日 – 1731年5月2日） - 天然痘により没
- ジョン（1727年 – 1748年） - 第2代ブリッジウォーター公爵
- ウィリアム（1728年1月15日 – 1729年2月10日）
- ダイアナ（1732年3月3日 – 1758年3月13日） - 1753年、第6代バルティモア男爵フレデリック・カルヴァート（英語版）と結婚
- フランシス（1736年 – 1803年） - 第3代ブリッジウォーター公爵